# 선더시트

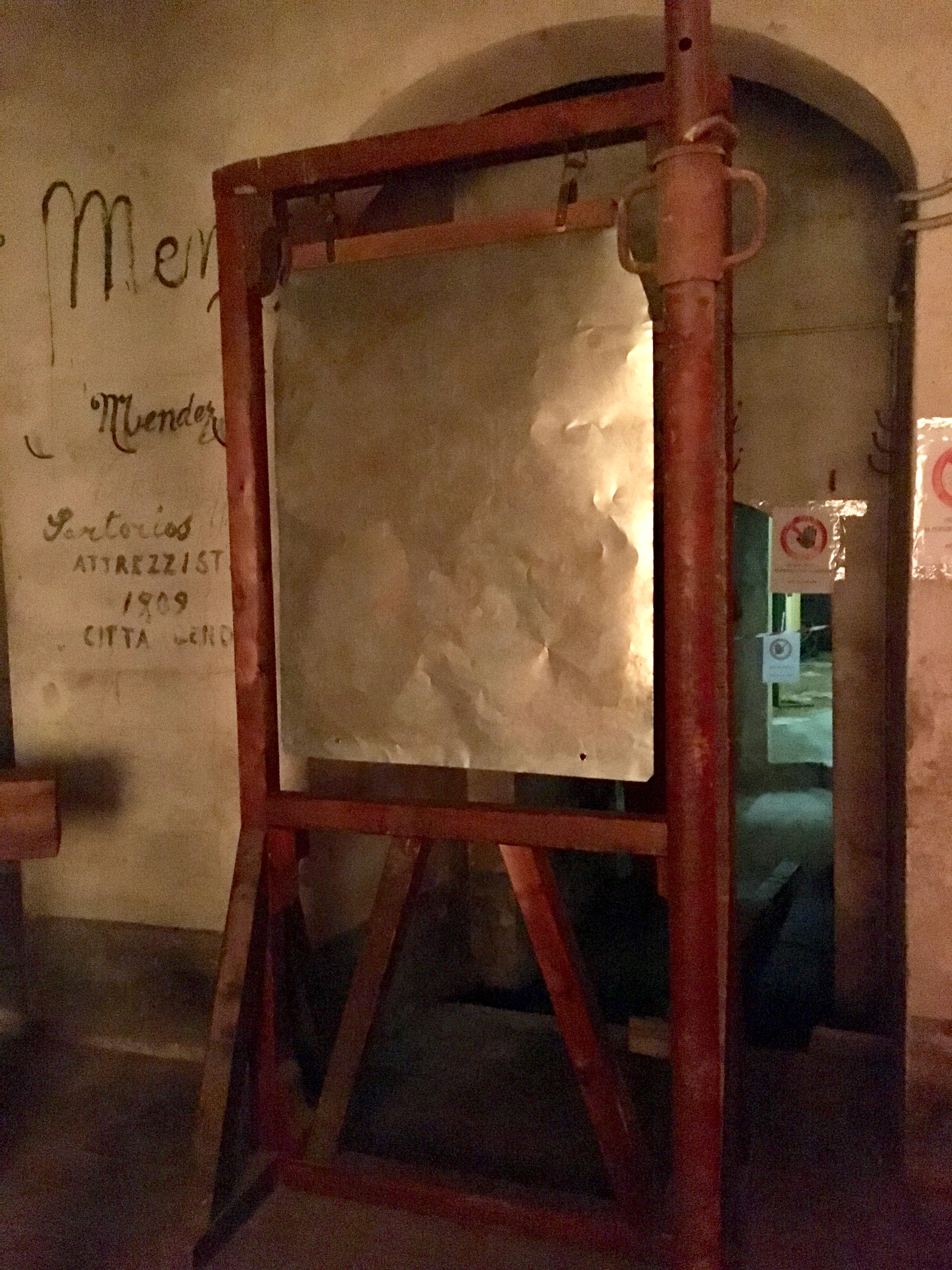
이탈리아 피렌체에 위치한 테아트로 델라 페르골라에 전시된 선더시트

선더 시트(Thunder sheet)란 천둥 소리를 모방하려고 쓰이는 타악기이다. 앏고 길며 큰 금속판 형태로 되어 있으며, 틀에 매단 얇은 금속판을 손으로 진동을 주거나 두드려 울리는 연주법을 사용한다. 이 악기를 기용한 사람으로는 리하르트 슈트라우스, 주세페 베르디, 리하르트 바그너 등이 있다.

## 그 밖에 번개의 효과음 내는 법
다음과 같은 방법이 있다.
- 긴 나무통 속에 쇠구슬을 넣는다.
- 조약돌을 금속제 용기에 떨어뜨린다.
- 녹음한 천둥 소리를 재생한다.

## 같이 보기
- 공 (악기)